# Bitsie Tulloch
Elizabeth Tulloch (San Diego, 19 de janeiro de 1981), conhecida profissionalmente como Bitsie Tulloch, é uma atriz e produtora americana conhecida por O Artista (2011) e Grimm (2011).

## Origem
Bitsie Tulloch nasceu em San Diego, na Califórnia, mas cresceu em Espanha, Uruguai e Argentina, obtendo assim fluência no idioma espanhol.

## Prêmios
No início de 2012, Tulloch foi nomeada pela Broadcast Film Critics Association Awards, comumente chamado Critics' Choice Awards, para melhor elenco pelo filme O Artista, onde interpretou o papel de Norma.

## Filmografia

### Filme
| Ano  | Título                         | Papel            | Notas          |
| ---- | ------------------------------ | ---------------- | -------------- |
| 2001 | R2-D2: Beneath the Dome        | Bitsie Tullock   | Curta-metragem |
| 2006 | Life Is Short                  | Marcy            | Curta-metragem |
| 2006 | Sent                           | Angel            | Curta-metragem |
| 2007 | Ring Tone                      | Molly            | Curta-metragem |
| 2008 | Lakeview Terrace               | Nadine           |                |
| 2008 | Uncross the Stars              | Corrine          |                |
| 2010 | Alpha and Omega                | Sweets           | Voz            |
| 2011 | The Artist                     | Norma            |                |
| 2011 | Losing Control                 | Trudy            |                |
| 2011 | Riding the Pine                | Trudy            |                |
| 2012 | Caroline and Jackie            | Jackie           | Co-produtora   |
| 2013 | Parkland                       | Marilyn Sitzman  |                |
| 2014 | Dead Draw                      | Sarah Parker     |                |
| 2015 | Concussion                     | Keana Strzelczyk |                |
| 2015 | Chronic                        | Lidia            |                |
| 2017 | We Love You, Sally Carmichael! | Tess Perkins     |                |

### Televisão
| Ano         | Título                 | Papel                    | Notas                                                                |
| ----------- | ---------------------- | ------------------------ | -------------------------------------------------------------------- |
| 2004        | The West Wing          | Susan                    | 1 episódio                                                           |
| 2006        | Cold Case              | Tara Kozlowski           | 1 episódio                                                           |
| 2007        | lonelygirl15           | Alex                     | 15 episódios                                                         |
| 2008        | Quarterlife            | Dylan Krieger            | 6 episódios                                                          |
| 2008        | House                  | Whitney                  | 1 episódio                                                           |
| 2008        | Moonlight              | Celeste                  | 1 episódio                                                           |
| 2009        | Washingtonienne        | April                    | Piloto de televisão não vendido                                      |
| 2010        | Most Likely to Succeed | Cooper                   | Piloto de televisão não vendido                                      |
| 2010        | Outlaw                 | Bethany Whitmore         | 1 episódio                                                           |
| 2010        | Tyranny                | Alexandra Hubbard        | 4 episódios                                                          |
| 2011-2017   | Grimm                  | Juliette Silverton / Eve | 119 episódios                                                        |
| 2016        | Portlandia             | Cliente de táxi          | 1 episódio                                                           |
| 2018-2019   | The Flash              | Lois Lane                | Episódio: "Elseworlds" Parte 1, "Crise nas Infinitas Terras" Parte 3 |
| 2018-2019   | Supergirl              | Lois Lane                | Episódio: "Elseworlds" Parte 3, "Crise nas Infinitas Terras" Parte 1 |
| 2019        | Batwoman               | Lois Lane                | Episódio: "Crise nas Infinitas Terras" Parte 2                       |
| 2020        | Arrow                  | Lois Lane                | Episódio: "Crise nas Infinitas Terras" Parte 4                       |
| 2020        | Legends of Tomorrow    | Lois Lane                | Episódio: "Crise nas Infinitas Terras" Parte 5                       |
| 2021 - 2024 | Superman & Lois        | Lois Lane                | Elenco Principal                                                     |